# 土曜!藤崎ぷ〜ケット
藤崎ぷ～ケット（ふじさきぷーケット）は、KBS京都で2010年4月10日から2012年3月30日まで放送されていたラジオ番組である。2010年10月8日から2011年4月1日までは金曜日に移動したが、同年4月9日からは再び土曜日に放送。

## 放送時間
- 毎週金曜日18:00 - 19:00、19:30 - 21:00（2010年10月8日 - 2011年4月1日、19:00 - 19:30は『広瀬香美 ラジオdeフォロ〜ミ〜』を放送）
- 毎週土曜日18:00 - 21:00（2010年4月10日 - 2010年10月1日、2011年4月9日 - 2012年3月30日）

## 概要
- 吉本興業所属の芸人藤崎マーケットと、北川智美のラジオ番組である。前番組は、ジャルジャルアワー。

## 出演者
- 藤崎マーケット
- 北川智美（ぺ～やん☆）

## コーナー
- DJタサキ
- 時藤原のどうでもいい話
- あみちゃんを探せ!
- モノマネ王決定戦
- トキペディア
- 藤崎テレフォン相談室
- ワンステップビューティー